# If You Can't Give Me Love
"If You Can't Give Me Love" is een nummer van de Amerikaanse zangeres Suzi Quatro uit 1978.
Het lied is geschreven door Mike Chapman en Nicky Chinn en opgenomen op Quatro's vijfde studio-album  If You Knew Suzi.... uit hetzelfde jaar. Het werd een internationale hit in het voorjaar van 1978 en bereikte de top 10 in het VK, Ierland, Australië en Duitsland. In Nederland en België werd de hitlijst niet gehaald. Een jaar later werd de single uitgebracht in de VS maar het kwam niet verder dan de 45e plek in de Billboard Hot 100.

## NPO Radio 2 Top 2000
| Nummer met noteringen in de NPO Radio 2 Top 2000 | '99  | '00  | '01  | '02  | '03  | '04  | '05  |
| ------------------------------------------------ | ---- | ---- | ---- | ---- | ---- | ---- | ---- |
| If You Can't Give Me Love                        | 1612 | 1329 | 1646 | 1487 | 1818 | 1974 | 1989 |

1. ↑  Een vetgedrukt getal geeft de hoogste notering aan.
2. ↑  Deze tabel is bijgewerkt tot en met de laatste editie (2024).